# Плющ звичайний (пам'ятка природи, Березнівський район)
Плющ звича́йний — ботанічна пам'ятка природи місцевого значення в Україні. Розташована в межах Березнівського району Рівненської області, на схід від села Глибочок. 
Площа 13 га. Статус присвоєно згідно з рішенням Рівненської облради № 322 від 05.03.2004 року. Землекористувач: ДП «Соснівський лісгосп» (Жовтневе лісництво, квартал 25, виділ 5). 
Статус присвоєно з метою збереження і охорони місця зростання плюща звичайного та старих дубів віком понад 200 років. Це ділянка грабово-дубового лісу з плямами в наземному покриві плюща звичайного, місцезростання якого тут має наукове значення, адже вид скорочує своє поширення. На Західному Поліссі плющ звичайний перебуває на північно-східній межі свого поширення в Україні.